# 小行星4127
小行星4127（英語：4127 Kyogoku）是一颗围绕太阳公转的小行星。1988年1月25日，上田清二、金田宏在钏路市发现了此天体。
这颗小行星的绝对星等为219.3359422384519等。